# Заштита од вируса
Компјутерски вирус представља мали програм или код који има за циљ да зарази и нанесе штету рачунару изменом или брисањем фајлова са диска. Неки од начина да се рачунар зарази вирусом могу бити: посећивање веб стране на којој је постављен вирус, скидање заражених фајлова са интернета, преко дискете, путем електронске поште (e-mail). Осим вирусом, рачунар може бити заражен и црвом или тројанцем. 
Основни начин заштите од компјутерских вируса је коришћење антивирусних програма.

## Начини заштите од вируса
Три корака до безбедног рачунара: 
1. Заштитни зид или
2. Редовно ажурирање рачунара
3. Антивирусни софтвер

Неколико савета како се заштитити од вируса:
- Употребом легалног софтвера и антивирус програма који се редовно ажурира
- Скенирањем USB уређаја који могу бити заражени
- Након инсталације новог софтвера скенирати хард диск
- Скенирањем датотека са интернета и из електронских порука[3]
- Вођење рачуна о сајтовима који се посећују и опрез при отварању електронских порука
- Коришћњем енкрипције
- Заштитни зид
- Виртуелизација
- Коришћење доброг веб претраживача
- Коришћење лозинки за приступ битним датотекама и забрана приступа подацима[1]
- Дуал бут рачунар (или multi boot).

### Антивирус
Антивирус је рачунарски софтвер или програм чија је функција да заштити рачунар тако што идентификује и уклања вирусе и остали рачунарски малвер.
У зависности од софтвера, антивирусни програм може користити неколико метода за идентификацију вируса:
- Скенирање рачунара

Антивирус у својој структури садржи библиотеку постојећих вируса и уграђене процедуре помоћу којих се садржај датотека пореди са одговарајућим потписом вируса (скенирање), ако он постоји у датој библиотеци. Ефикасност овог претраживања зависи пре свега од постојања информација о датом вирусу у оквиру антивирусног програма. Уколико скенирањем пронађе код који се поклапа са потписом неког од вируса, зауставиће се покретање датог програма или обрисати заражени део датотеке. С обзиром на то да се нови вируси свакодневно појављују, најбољи начин да се од тога заштити јесте да се повремено допуњује библиотека антивируса информацијама о новонасталим вирусима које се могу преузети са интернета, а затим се прекопирају у одговарајући директоријум. Овај поступак познат је као апдејт-овање (ажурирање), а сам процес се покреће кликом на update опцију у прозору антивирусног програма.
- Детекција сумњивог понашања

Антивирус користи методе детекције како би утврдио постојање штетних активности у окружењу рачунарског система, што је врло погодно за проналажење непознатих вируса.
- Хеуристика

Још једна техника јесте хеуристичко скенирање којом се врши анализа структуре и понашања вируса, обухватајући процес трагања за сумњивим командама у рачунарским датотекама. Предност ове методе је могућност проналажења нових и непознатих вируса, али недостаци су јој успоравање рада рачунара, лажна упозорења и захтев за вишим нивоом корисничке стручности. 
- Заштита у реалном времену (Real-time protection)

Заштита у реалном времену омогућава да антивирусни програм аутоматски проверава присуство вируса унутар фајлова, датотека и дискова на рачунару, радећи то у позадини док корисник истовремено несметано користи рачунар за своје потребе.

#### Врсте антивирусних програма
Неки од најпознатијих пословних и комерцијалних софтвера су:
- GFi WebMonitor i GFi MailSecurity
- Sophos
- Sybari Software
- Kaspersky Antivirus
- McAfee Antivirus
- Norton AntiVirus
- NOD32

### Дуал бут ()
Дуал бут опција подразумева да се на једном рачунару користи више од једног оперативног система који су међусобно независни. Приликом стартовања рачунара корисник прави избор између оперативних система који су инсталирани на том рачунару и бира онај на коме жели тренутно да ради. На једном рачунару може истовремено бити инсталирано онолико оперативних система колико има партиција на дисковима. Ако се деси да је један од система заражен вирусом, подаци се могу сачувати помоћу другог оперативног система који је инсталиран на том рачунару.

### Заштитни зид ()
Заштитни зид није антивирус, већ само допуна антивирусном програму. Он не уклања вирусе. То је засебан програм имплементиран у оперативни систем. Функционише тако што блокира улазне и/или излазне портове који користе  и тако спречава неидентификоване програме, као и интернет процесе, да приступе систему, односно оном делу система који се штити. Представља најбољу заштиту од Тројанаца.